# Actinostemon verticillatus
Actinostemon verticillatus är en törelväxtart som först beskrevs av Johann Friedrich Klotzsch, och fick sitt nu gällande namn av Henri Ernest Baillon. Actinostemon verticillatus ingår i släktet Actinostemon och familjen törelväxter. Inga underarter finns listade i Catalogue of Life.